# Yasuto Wakizaka
Yasuto Wakizaka (jap. 脇坂 泰斗, Wakizaka Yasuto; * 11. Juni 1995 in Yokohama, Präfektur Kanagawa) ist ein japanischer Fußballspieler.

## Karriere
Yasuto Wakizaka erlernte das Fußballspielen in den Jugendmannschaften des FC Hongo und Kawasaki Frontale sowie der Universitätsmannschaft der Hannan-Universität. Von September 2017 bis Januar 2018 wurde er von der Universität an Kawasaki Frontale ausgeliehen. Nach der Ausleihe wurde er im Februar 2018 von Frontale fest verpflichtet. Der Verein aus Kawasaki, einer Stadt auf der Hauptinsel Honshū, spielte in der höchsten Liga des Landes, der J1 League. 2018 feierte er mit der Mannschaft den japanischen Meistertitel. 2019 gewann er mit Frontale den J. League Cup. Im Finale besiegte man Hokkaido Consadole Sapporo. Seine zweite Meisterschaft mit Frontale feierte er 2020. Im gleichen Jahr stand er im Endspiel des Emperor’s Cup. Hier gewann man am 1. Januar 2021 gegen Gamba Osaka mit 1:0. Am 20. Februar 2021 gewann er mit Frontale den Supercup. Das Spiel gegen Gamba Osaka gewann man mit 3:2. Im gleichen Jahr feierte er mit dem Verein seine dritte japanische Meisterschaft. Am 9. Dezember 2023 stand er mit Frontale im Finale des japanischen Pokals. Hier besiegte man Kashiwa Reysol mit 8:7 im Elfmeterschießen. Am 3. Mai 2025 stand er mit Frontale im Finale der AFC Champions League Elite. Hier musste man sich jedoch dem saudi-arabischen Vertreter al-Ahli mit 2:0 geschlagen geben.

## Erfolge
Kawasaki Frontale
- Japanischer Meister: 2018, 2020, 2021
- Japanischer Ligapokalsieger: 2019
- Japanischer Pokalsieger: 2020, 2023
- Japanischer Supercup-Sieger: 2021
- AFC Champions League Elite-Finalist: 2024/25